# ویروس زیکا
ویروس زیکا (نام علمی: Zika virus) نام یک ویروس از خانواده فلاوی‌ویریده (Flaviviridae) است و از پشه به انسان منتقل می‌شود. ابتلا به این ویروس بیشتر در نقاطی از آفریقا و آسیای جنوب شرقی دیده شده‌است.
این بیماری توسط پشه‌های آئدس (Aedes) فعال در روز، مانند A. ae Egypti و A. albopictus منتشر می‌شود. نام آن از جنگل زیکا از اوگاندا -جایی که ویروس برای اولین بار در سال ۱۹۴۷ جدا شد- آمده‌است. ویروس زیکا به ویروس‌های دِنگی، تب زرد، آنسفالیت ژاپنی و ویروس غربی نیل مربوط است. از دهه ۱۹۵۰، شناخته شده است که در یک کمربند استوایی باریک از آفریقا تا آسیا رخ می‌دهد. از سال ۲۰۰۷ تا ۲۰۱۶، ویروس به سمت شرق، در سراسر اقیانوس آرام و آمریكا گسترش یافت و منجر به همه گیری ۱۶-۲۰۱۵ شد.

## پیدایش و پیشینه
ویروس زیکا برای اولین بار در سال ۱۹۴۷ در بدن یک میمون در حوالی جنگل زیکا (Zika) در نزدیکی دریاچه ویکتوریا در اوگاندا شناسایی شد.
این ویروس به مانند تب دنگی، ویروس نیل غربی و تب زرد یک بیماری منطقه گرمسیری منتقل‌شونده به‌وسیله پشه ایجاد می‌کنند.
تغذیه پشه‌ها از خون بیماران ویروس را به آنان منتقل می‌کند. ویروس در پشه‌ها بیماری ایجاد نمی‌کند. گزش افراد سالم به‌وسیله پشه ناقل، ویروس بیماری را به آنان منتقل می‌کند.
ویروس ایجادکننده این بیماری اولین بار در سال ۱۹۷۴ جداسازی شد.  اولین شیوع ثبت شده در بین مردم در سال ۲۰۰۷ در ایالات فدرال میکرونزی رخ داده است. تا ژانویه ۲۰۱۶، این بیماری در بیست منطقه از قاره آمریکا دید شده‌است. همچنین گزارش‌هایی از این بیماری در آفریقا، آسیا و اقیانوسیه نیز دیده وجود دارد. به دلیل شیوع آن که در سال ۲۰۱۵ در برزیل آغاز شد، سازمان جهانی بهداشت در فوریه ۲۰۱۶ آن را یک وضعیت اضطراری بهداشت عمومی در عرصه بین‌المللی اعلام کرد.

## راه‌های انتقال
ویروس زیکا توسط پشه‌ای موسوم به «آیدس آیگیپتی» (حشره مصری) منتقل می‌شود که ناقل بیماری‌های دیگری از جمله تب زرد و تب دنگی نیز هست. اما در موارد نادری انتقال آن از طریق رابطه جنسی هم گزارش شده‌است.

## پراکندگی
انتشار این ویروس تا پیش از سال ۲۰۰۷ به آفریقا و آسیای جنوب شرقی محدود بود و چندان مورد توجه قرار نمی‌گرفت. در سال ۲۰۰۷ در میکرونزی از جزایر اقیانوس آرام نیز شیوع پیدا کرد.
تا سال ۲۰۱۴ فقط محدود به این مناطق بود ولی در آن سال به جزیره ایستر و شیلی نیز گسترش یافت. در ماه مه ۲۰۱۵ به برزیل نیز راه یافت. در برزیل در سال ۲۰۱۵ بیش از ۸۴۰۰۰ مورد ابتلا به این ویروس و در سال ۲۰۱۶ بیش از ۲۱۰۰ مورد میکروسفالی ثبت شد.
تاکنون ۹ کشور در آمریکای مرکزی و جنوبی موارد ابتلا به این ویروس را گزارش کرده‌اند. پورتوریکو در ۳۱ دسامبر ۲۰۱۵ گزارش کرد که نخستین مورد ابتلای محلی به این ویروس در این کشور دیده شده‌است. در ژانویه ۲۰۱۶ در ایالت هاوایی آمریکا تولد نوزادی دچار میکروسفالی که از لحاظ ویروس زیکا مثبت بود گزارش شد.
این ویروس که اکنون در آمریکای جنوبی به شدت شیوع یافته‌است رو به گسترش است. وزارت بهداشت کلمبیا اعلام کرد که ۲۰ هزار و ۲۹۷ مورد تأیید شده ابتلا به ویروس زیکا از جمله دو هزار و ۱۱۶ زن باردار در کلمبیا وجود دارد. برزیل با سه هزار و ۷۰۰ مورد کوچکی مغز (میکروسفالی) بدترین شرایط را بین کشورهایی دارد که ویروس زیکا در آن‌ها شیوع پیدا کرده‌است.
انتشار گسترده‌تر ویروس زیکا ممکن است به تغییرات اقلیمی مربوط باشد که باعث گسترش زیستگاه پشه‌های ناقل آن شده‌اند.

## پیشگیری و درمان
در حال حاضر هیچ واکسن یا درمانی برای ویروس زیکا در دست نیست. تنها روش برای پیشگیری از عفونت، پرهیز از گزیده شدن به‌وسیله پشه‌ها است.
پیشگیری عبارت است از کاهش پشه گزیدگی در نواحی که این بیماری شایع است. 
این تلاش‌ها عبارتند از استفاده از مواد دفع حشرات، پوشاندن بدن با لباس، پشه بند، از بین بردن آب‌های راکد زیرا این آب‌ها مکان تولید مثل پشه‌ها هستند. مقامات بهداشت برزیل در سال ۲۰۱۵ پیشنهاد کردند که زوجین بهتر است به دلیل شیوع بالای این بیماری، بارداری را به تعویق بیندازند و توصیه می‌شود زنان باردار به نواحی که این بیماری شیوع دارد سفر نکنند. در حالی که هیچ درمان خاصی برای آن وجود ندارد، اما استامینوفن (پاراستامول) ممکن است به بهبود علائم کمک کند. بستری شدن در بیمارستان به ندرت نیاز است.

## علائم

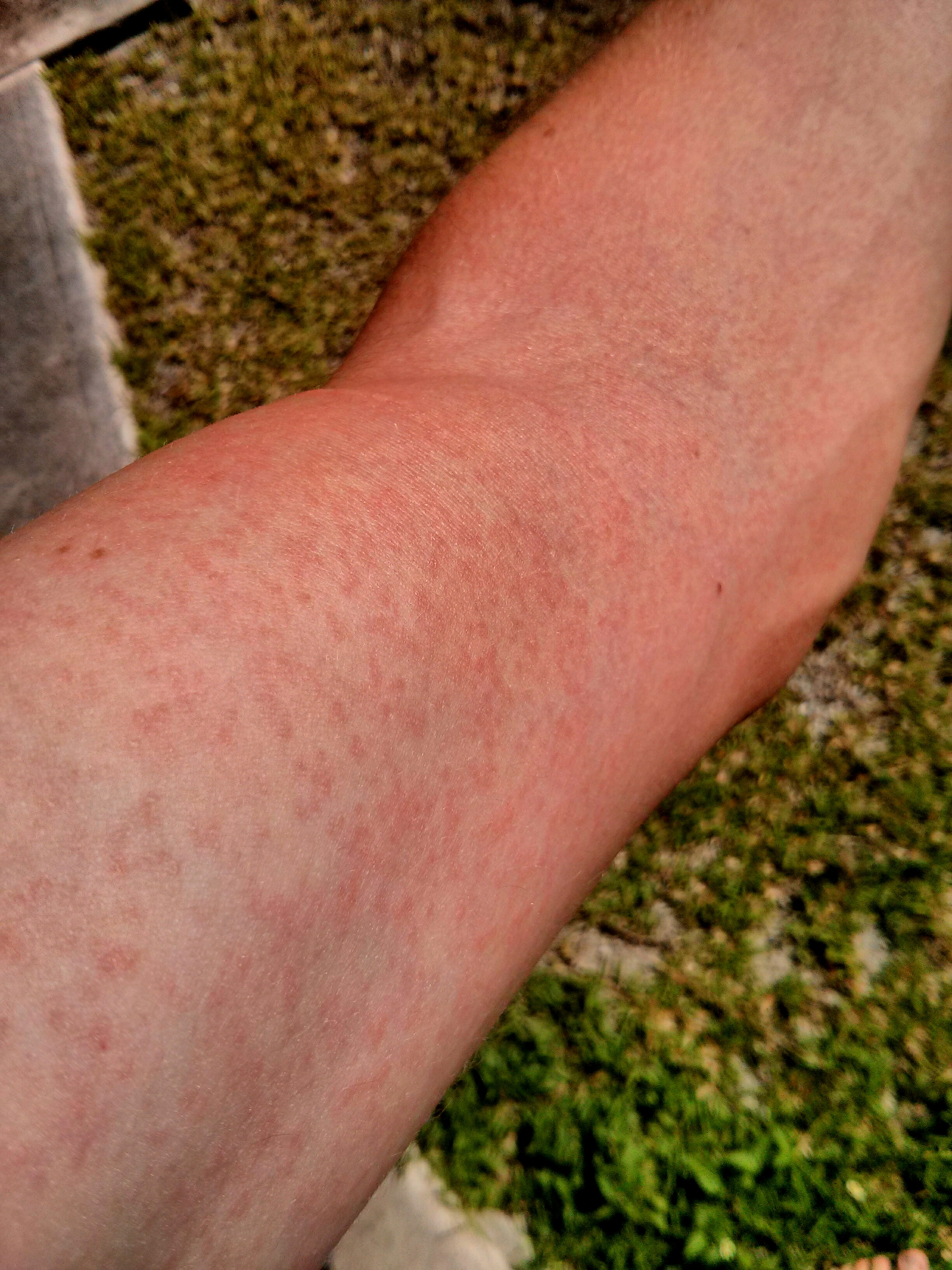
جوش‌های ناحیه بازو به دلیل ویروس زیکا

فقط ۲۰ درصد از افراد، علائم آلوده شدن به این ویروس را نشان می‌دهند. به همین دلیل، بسیاری از موارد ابتلا به این ویروس تشخیص داده نمی‌شوند و در نتیجه دشوار می‌شود ابعاد واقعی آلودگی به آن را مشخص کرد.. بنا به گزارش «مرکز کنترل و پیشگیری بیماری» در آمریکا، رایج‌ترین علائم ابتلا به این ویروس تب، جوش‌های خارش‌دار، درد مفاصل، و التهاب چشم‌ها است.

## زیکا و رابطهٔ آن با بیماری میکروسفالی
با شیوع این ویروس در سال ۲۰۱۵ در برزیل این احتمال مطرح شد که این ویروس اثراتی زیان‌بار بر زنان باردار داشته باشد.
در این سال، هزاران نوزاد (۱۰ برابر میزان معمول سالانه) با میکروسفالی به دنیا آمدند. عارضه‌ای که در آن مغز به‌طور غیرطبیعی کوچک است. این نقصان هنگام تولد اغلب پس از آن رخ داده بود که مادران در ابتدای بارداری، علائم شبیه ابتلا به ویروس زیکا را نشان داده بودند. به نظر می‌رسد رابطه‌ای میان ابتلا مادران در ابتدای دوره بارداری به ویروس زیکا و تولد نوزادانشان با میکروسفالی وجود داشته باشد.
به نوشته روزنامه واشنگتن پست محققان احتمال می‌دهند آفت کش‌های مورد استفاده برای نابودی پشه ناقل زیکا عامل شیوع میکروسفالی هستند و این بیماری نادر به ویروس زیکا مربوط نیست.

## پایان وضعیت اضطراری
در نوامبر سال ۲۰۱۶ سازمان بهداشت جهانی اعلام کرد که وضعیت اضطراری ناشی از خطر انتشار ویروس زیکا پایان یافته‌است. اما همچنان تهدیدی قابل توجه و ماندگار برای بشر می‌ماند و این سازمان اکنون رویکردی درازمدت برای مقابله با این ویروس در پیش خواهد گرفت.

## زیکا در ایران
در ایران از سال ۱۳۹۰ خورشیدی نظام مراقبت فعالی برای کنترل حشرهٔ ناقل این بیماری توسط وزارت بهداشت، درمان و آموزش پزشکی ایران راه‌اندازی شده‌است و رد پای پشهٔ زیکا به صورت کاملاً جدی رصد می‌شود. در طول این مدت تنها یک مورد در سال ۱۳۹۳ در مناطق بسیار کوچکی در ایران، این حشره شناسایی شده که بلافاصله اقدام‌های لازم برای کنترل این عامل توسط مسئولان وزارت بهداشت صورت گرفته و مورد دیگری در باره این بیماری و پشه ناقل آن گزارش نشده‌است.